# Gualtieri di San Lazzaro
 (février 2013).
Giuseppe Antonio Leandro Papa, connu sous le nom de plume de Gualtieri di San Lazzaro (Catane, 29 janvier 1904 - Paris, 7 septembre 1974), est un journaliste, écrivain, critique d'art et éditeur italien.

## Biographie
Giuseppe Papa est le fils naturel de  Marcello Papa (1873-1936) et de Francesca Rapisarda (1883-1955).
Arrivé à Paris en 1924, où il est le correspondant du Tempo de Rome, il crée en 1925 une première revue "Les Chroniques du jour", puis en 1938 la revue XXe siècle qui compte six numéros jusqu'en 1939, avant de reparaitre en 1952.

### La galerieXXesiècle
En 1959, San Lazzaro crée la galerie XXe siècle, située au 14 rue des Canettes. Il la dirige en y organisant de nombreuses expositions avec Maria Papa Rostkowska, peintre et sculptrice d’origine polonaise venue à Paris en 1957 grâce à Édouard Pignon, et qu'il a épousée en 1958.

### Hommage
Après la mort en 1974 de San Lazzaro, inhumé au cimetière du Montparnasse (9e division), une exposition est organisée par Alain Jouffroy et Daniel Abadie au musée d'Art moderne de la ville de Paris sous le titre « San Lazarro et ses amis ». Sous le même titre, XXe siècle publie un numéro spécial en 1975.
Maria Papa Rostkowska (1923-2008) repose auprès de lui au cimetière du Montparnasse.